# Уокер, Чарлз Дейвид
Чарлз Де́йвид «Чарли» Уо́кер (англ. Charles David «Charlie» Walker; род. 1948) — астронавт США. Совершил три космических полёта на шаттлах в качестве специалиста по полезной нагрузке: STS-41D (1984) «Дискавери», STS-51D (1985) «Дискавери» и STS-61B (1985) «Атлантис».

## Рождение и образование
Родился 29 августа 1948 года в городе Бэдфорд, штат Индиана, США. В 1966 году окончил среднюю школу в Бэдфорде. В 1971 году получил степень бакалавра (аэрокосмическая техника) в Университете Пердью.

## До полетов
Работал лесным пожарным в Лесной Службе США. Позже работал инженером-конструктором в компании «Bendix Aerospace Company».
Был также инженером-проектантом различных систем при Командовании военно-морских сил США.
С 1977 года работал в корпорации McDonnell Douglas специалистом по испытаниям в отделе разработки кормовых двигателей для шаттлов. С 1979 по 1986 год работал главным специалистом по испытаниям в отделе разработки и проведения электрофореза в космосе(EOS). Проводил инструктаж и тренировки экипажей шаттлов для работы на этой установке непрерывного электрофореза. Такую тренировку прошли экипажи шаттлов STS-4, -6, -7, -8.

## Космическая подготовка
В июне 1983 года отобран в качестве астронавта — специалиста по полезной нагрузке корпорации «McDonnell Douglas». Прошел подготовку к полёту.

## Космические полёты
Участвовал в трёх полётах в должности специалиста по полезной нагрузке.
- Первый полёт — STS-41D[3], шаттл «Дискавери» с 30 августа по 5 сентября 1984 года. Проводил работы с «установкой для электрофореза непрерывного действия» (CFES). Продолжительность полёта составила 6 суток 00 часов 57 минут[4].

- Второй полёт — STS-51D[5], шаттл «Дискавери» с 12 по 19 апреля 1985 года. Проводил работы с «установкой для электрофореза непрерывного действия» (CFES). Продолжительность полёта составила 6 суток 23 часа 57 минут[6].

- Третий полёт — STS-61B[7], шаттл «Атлантис» с 27 ноября по 3 декабря 1985 года. Проводил работы с «установкой для электрофореза непрерывного действия» (CFES). Продолжительность полёта составила 6 суток 21 час 6 минут[8].

Общая продолжительность полётов в космос — 19 дней 22 часа.

## После полётов
В мае 1986 года назначен помощником президента компании «McDonnell Douglas». В настоящее время работает старшим менеджером отдела развития и маркетинга космических программ компании «Boeing». Является членом совета директоров компании «Space Adventures». Член Исполнительного комитета Ассоциации исследователей космоса. Публикации: автор нескольких изобретений и патентов, в частности, на применявшуюся на шаттлах «установку для электрофореза непрерывного действия». Автор книг об освоении космоса, о космической истории, о программе EOS.

## Награды и премии
Награждён: Медаль «За космический полёт» (1984 и 1985 — дважды) и многие другие.

## Семья
Женат на Сьюзан Флоренс, у них есть дочь Катрин Фарр (р. 28.12.1970), внук и правнук. Увлечения: моделирование, подводное плавание, чтение, фотография, пеший туризм, собирает книги о космосе.